# Listă de preparate din năut

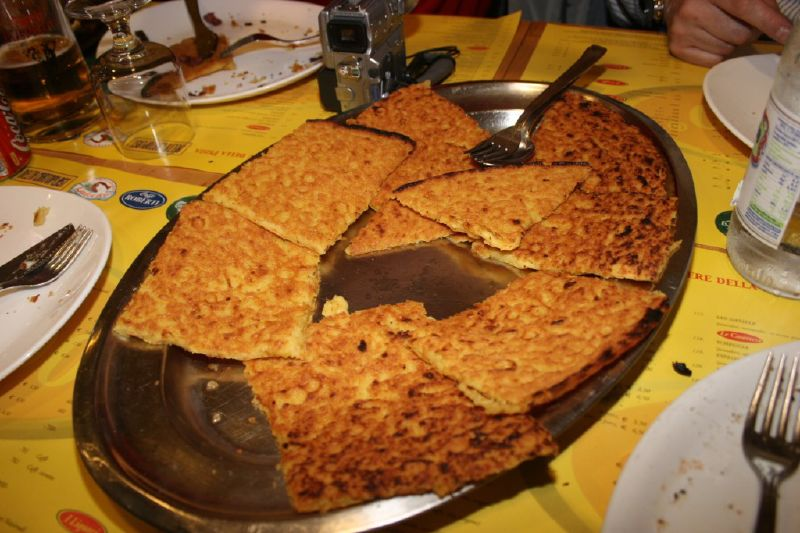
Farinata

Aceasta este o listă de mâncăruri din năut și alimente care folosesc năut (cunoscut și sub numele de fasole garbanzo) sau făină de năut (făină de grame) ca ingredient principal.

## Mâncăruri din năut

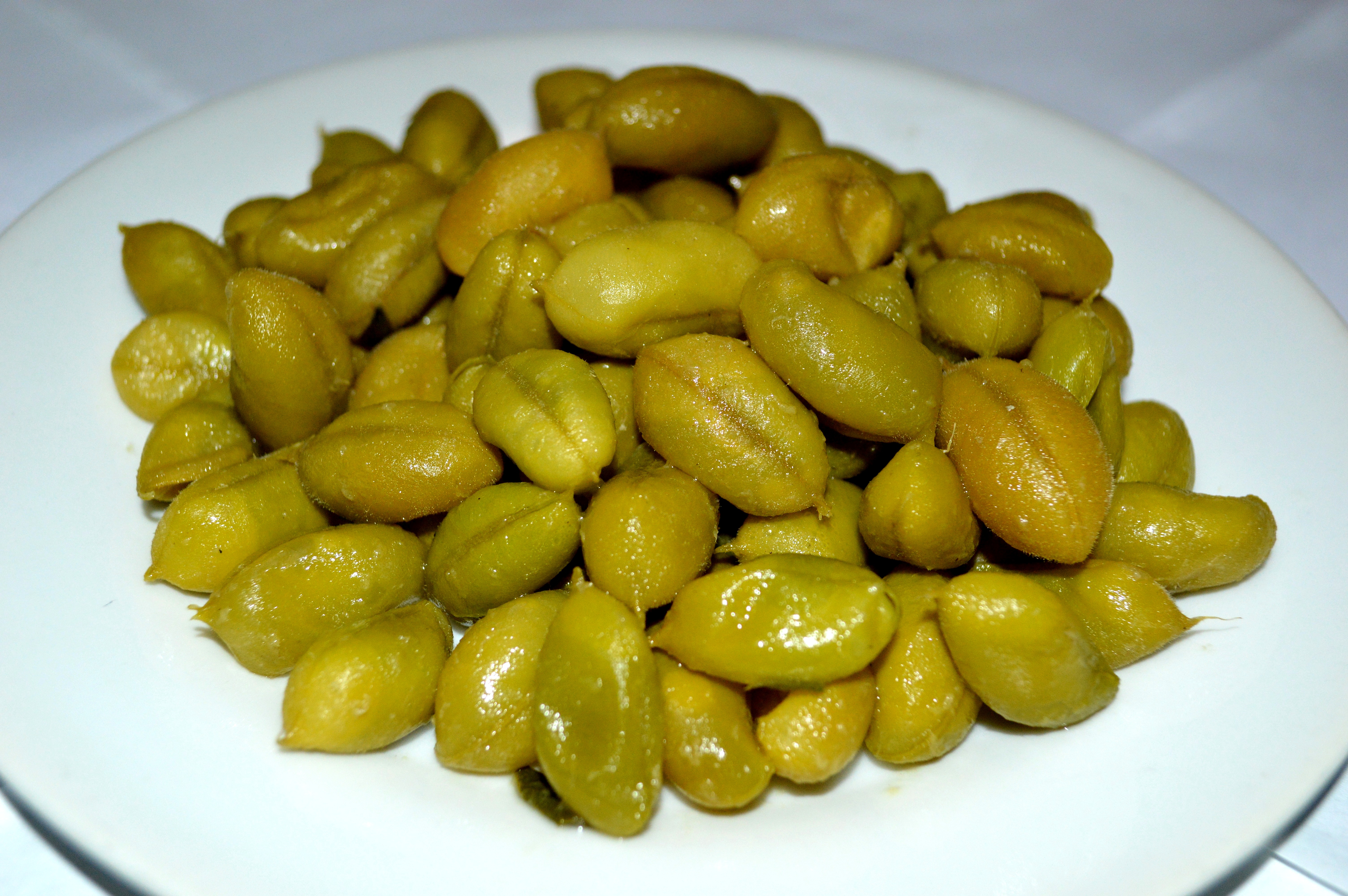
Guasanas

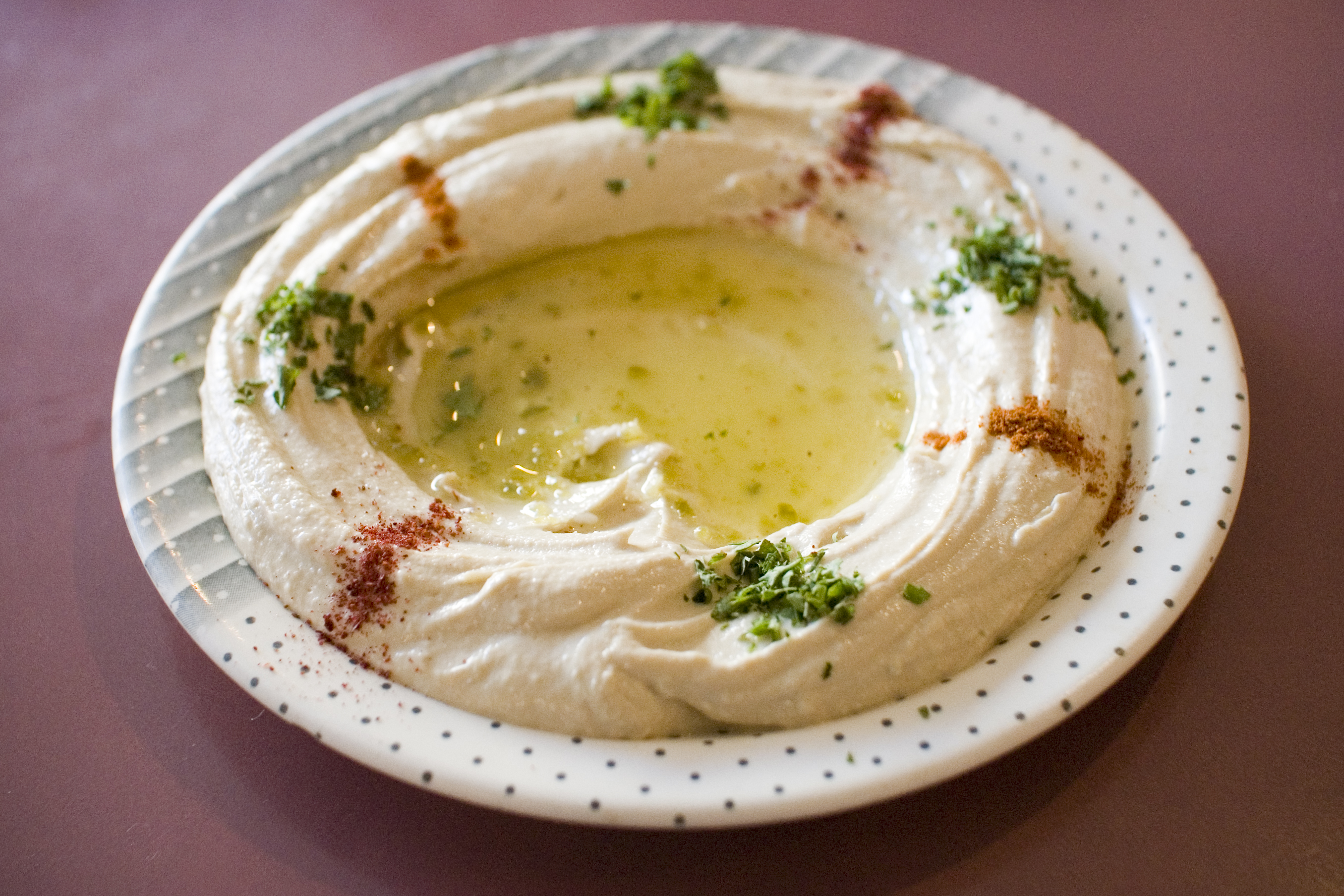
Hummus

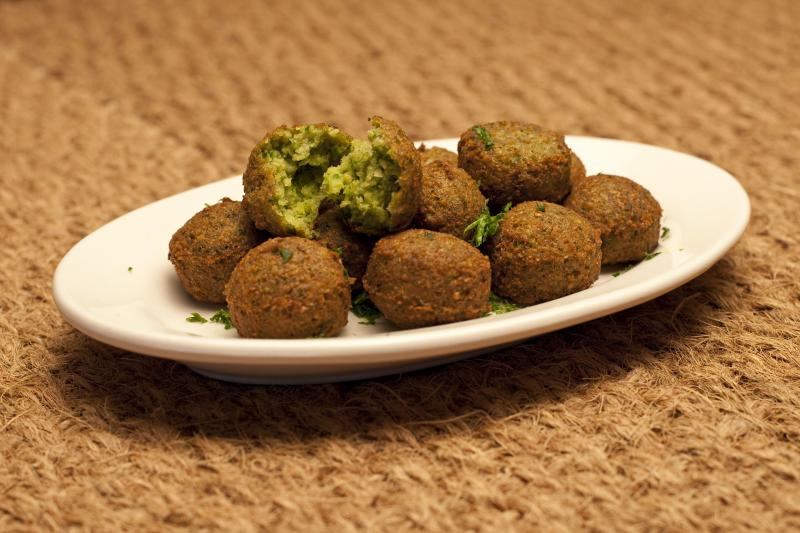
Chiftele falafel.

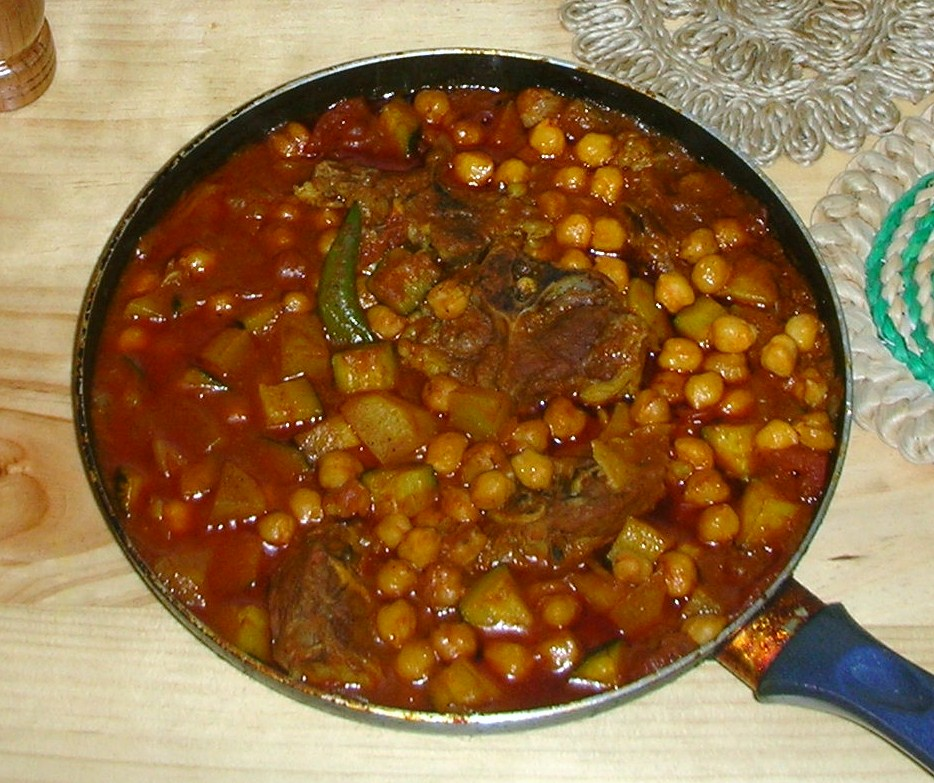
Marqa, cu năut vizibil la suprafață. Aceasta face parte din felul de mâncare Chakhchoukha, care este servit și cu rougag, o lipie.

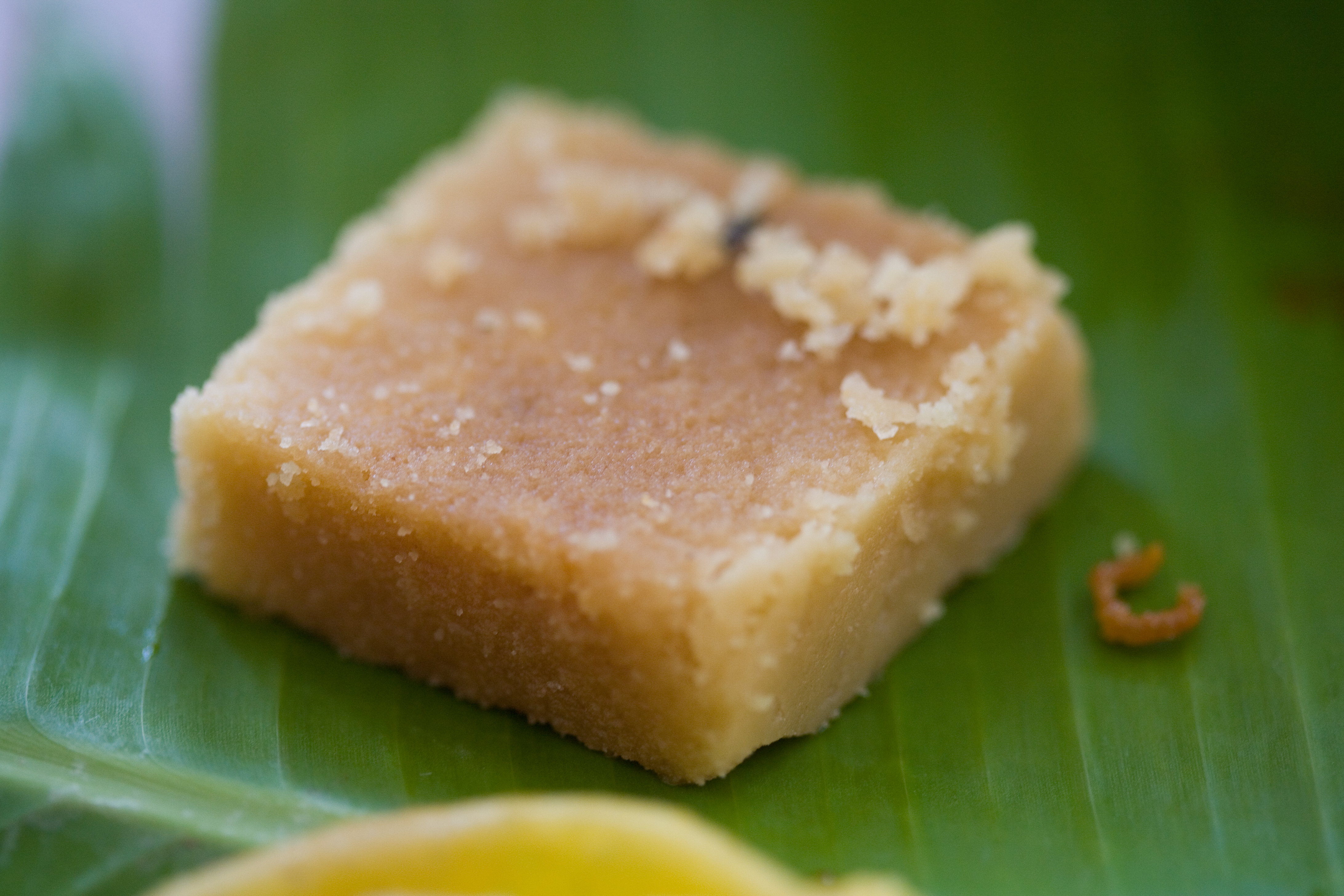
Mysore pak este un fel de desert, preparat cu unt, zahăr, făină de grame și cardamom.

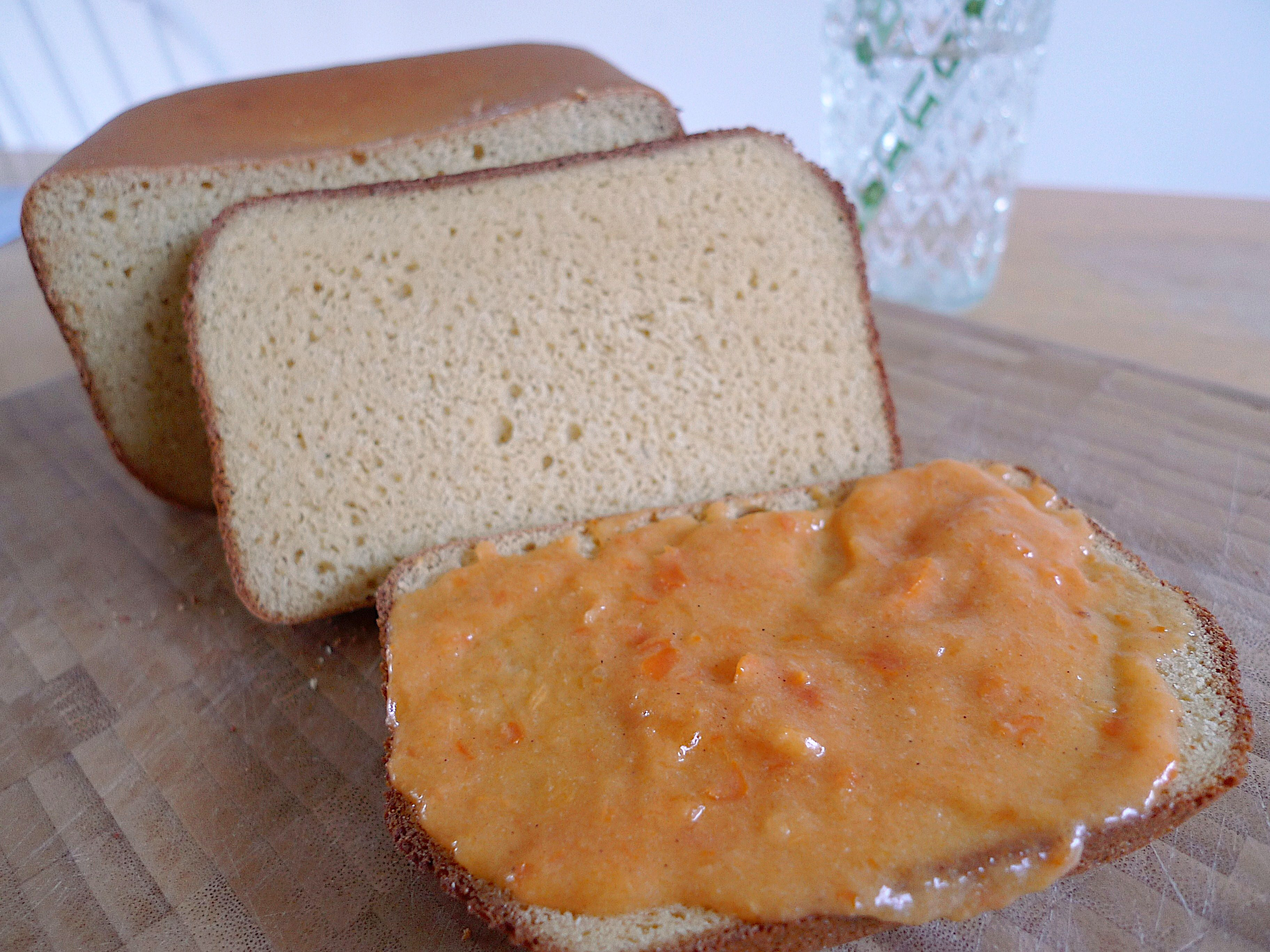
Pâine de năut

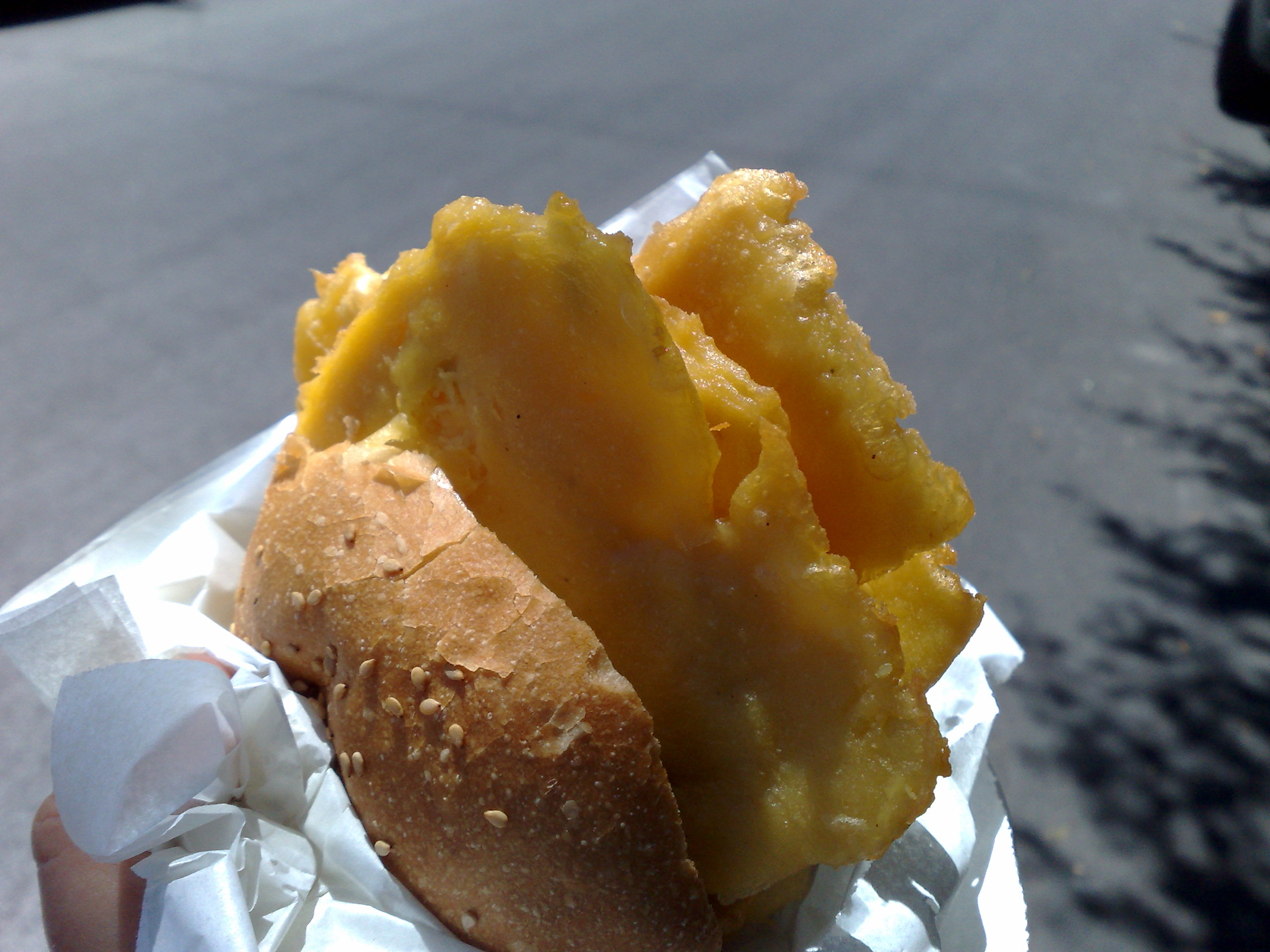
Panelle siciliane în chiflă (pane e panelle)

- Abgoosht⁠(d) – Tocăniță tradițională în Iran
- Aquafaba – Apă rămasă de la fierberea nătului folosită uneori în rețetele vegane pentru substituirea albușurilor de ou
- Beguni - Vânătă dată prin făină de grame și prăjită, populară în Bangladeș. Versiunea europeană se numește aubergine fritters
- Besan barfi - Desert din India preparat din făină de grame, lapte condensat și zahăr
- Besan halwa – Deserturi făcute deseori cu nuci
- Bhajji – Omletă din India
- Bikaneri Bhujia – Gustare din India
- Boondi – Gustare din India făcută prin prăjirea năutului
- Bread pakora – Gustare din India
- Burmese tofu – include făină de năut in prepararea sa
- Caldo tlalpeño – Supă Mexicană de pui cu legume care include năut
- Chakhchoukha – Tocăniță algeriană servită cu pâine ruptă
- Chakli – Gustare din India
- Chana dal – Mâncare din India cu năut despicat
- Chana masala – Măncare din India
- Ciceri e Tria – Fel de mâncare italienesc cu paste
- Cocido madrileño – Tocăniță din Spania al cărei ingredient principal este năutul
- Cocido lebaniego – Mâncare tradițională din Cantabria
- Dhokla – Fel de mâncare vegetarian din India
- Falafel – Chifteluțe rotunde de origine egipteană dar acum servite ca parte tradițională a multor culturi din Orientul Mijlociu. Ingredientul principal este năutul, înmuiat peste noapte și apoi pisat și amestecat cu pătrunjel, ceapă, usturoi și mirodenii precum coriandru si chimion și apoi prăjit.
- Farinata – Un fel de clătită cu năut
- Ganthiya – Gustare din India
- Guasanas – Mâncare mexicană făcută din năut la abur cu apă și sare
- Hummus – Un aperitiv foarte popular, originar din Orientul Mijlociu, preparat cu năut amestecat cu tahini (semințe de susan făcute pastă), suc de lămâie și usturoi
- Kadhi – Mâncare cu iaurt din India
- Karantika – Un fel de buidincă algeriană
- Keledoș – Supă comună în Iran, Armenia, Azerbaijan și Turcia
- Khaman – Mâncare din statul indienesc Gujarat făcută cu făină de grame
- Laddu – Desert sferic din subcontinetul indian
- Lagane e cicciari – Fel de mâncare italienesc cu paste
- Leblebi – Gustare turcească
- Meia-desfeita – Măncare de cod cu năut din Portugalia
- Minestra di ceci – Supă italienească
- Mysore pak – Desert din India
- Noghl de năut - Desert preparat din năut cu zahăr și apă de trandafir, popular în Iran, Afganistan și Grecia.
- Pakora – Fritter indian cu cartofi rași și ceapă originar din suncontinetul indian.
- Panelle - Fritter italienesc din Sicilia
- Panisse - Tip de clătită mai groasă din Marseille până la Nice
- Papadum – Lipie de năut din Infdia
- Patra – Fel de mâncare vegetarian din India
- Pâine de năut - întâlnită mai ales în Albania și Turcia
- Pitaroudia — Găluște din bucătăria 
grecească
- Puchero – Tocăniță întâlnită în Spania și America de Sud
- Revithada — Năut la cuptor, un fel de mâncare grecesc
- Revithia — Supă grecească de năut
- Sev – Gustare din India
- Shiro – Tocăniță africană cu pulbere de năut, originră din Etiopia și Eritrea
- Socca – Clătită de năut
- Sohan papdi – Desert din India
- Topik – Pastă de năut folosită în diferite feluri de mâncare din Istanbul, contribuție a armenilor turci la bucătăria turcească
- Zunka/Pithla – Fel de mâncare vegetarian tradițional din India
- Vada pav – Chiftea de năut servită intr-o chiflă în India